# Satta
Satta cannibalorum es una especie de araña araneomorfa de la familia Lycosidae. Es el único miembro del género monotípico Satta. Es originaria de Papúa Nueva Guinea.